# Jerzy Bińczycki

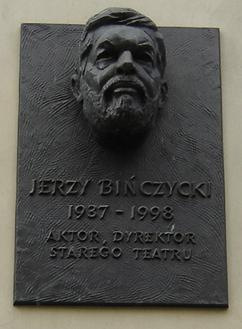
Jerzy Bińczycki

Jerzy Bińczycki (sinh ngày 6 tháng 9 năm 1937 - mất ngày 2 tháng 10 năm 1998) là một diễn viên người Ba Lan.

## Sự nghiệp
Từ năm 1962 đến năm 1998, Bińczycki tham gia diễn xuất trong 50 bộ phim. Ông thủ vai chính trong bộ phim Nights and Days năm 1975. Tác phẩm này được tham dự Liên hoan phim quốc tế Berlin lần thứ 26. Ông được trao tặng Thập giá Sĩ quan Huân chương Polonia Restituta vào năm 1989.

## Phim tiêu biểu
- Zycie Rodzinne (1970)
- Droga Powrotna (1972)
- Nights and Days (1975)
- Szpital Przemienienia (1978)
- Ciosy (1980)
- Okno (1981)
- Znachor (1981)
- 1944 (1984)
- Zabawa w Chowanego (1984)
- Cracow 1904 (1985)
- Biala Wizytowka (1986)
- The Road Home (1987)
- Meskie sprawy (1988)
- Ucieczka z Kina Wolnosc (1991)
- Enak (1992)
- Superwizja (1993)
- Panna z mokra glowa (1994)
- Legenda Tatr (1994)
- La Settima Stanza (1995)
- Pan Tadeusz Czyli Ostatni Zajazd Na Litwie (1999)[3]